# Al-Hudajda (muhafaza)
Al-Hudajda (arab. الحديدة) – jedna z 21 jednostek administracyjnych Jemenu znajdująca się we zachodniej części kraju. Według danych na rok 2017 muhafazę zamieszkiwało 3 098 000 osób.